# Phaneroptera
Phaneroptera (altgriechisch φανερός phanerós „leuchtend“, „offenbar“, „deutlich“ und altgriechisch πτερόν pterón „Flügel“, „Schwungfeder“) ist eine Gattung der Springschrecken aus der Unterfamilie der Sichelschrecken (Phaneropterinae). 

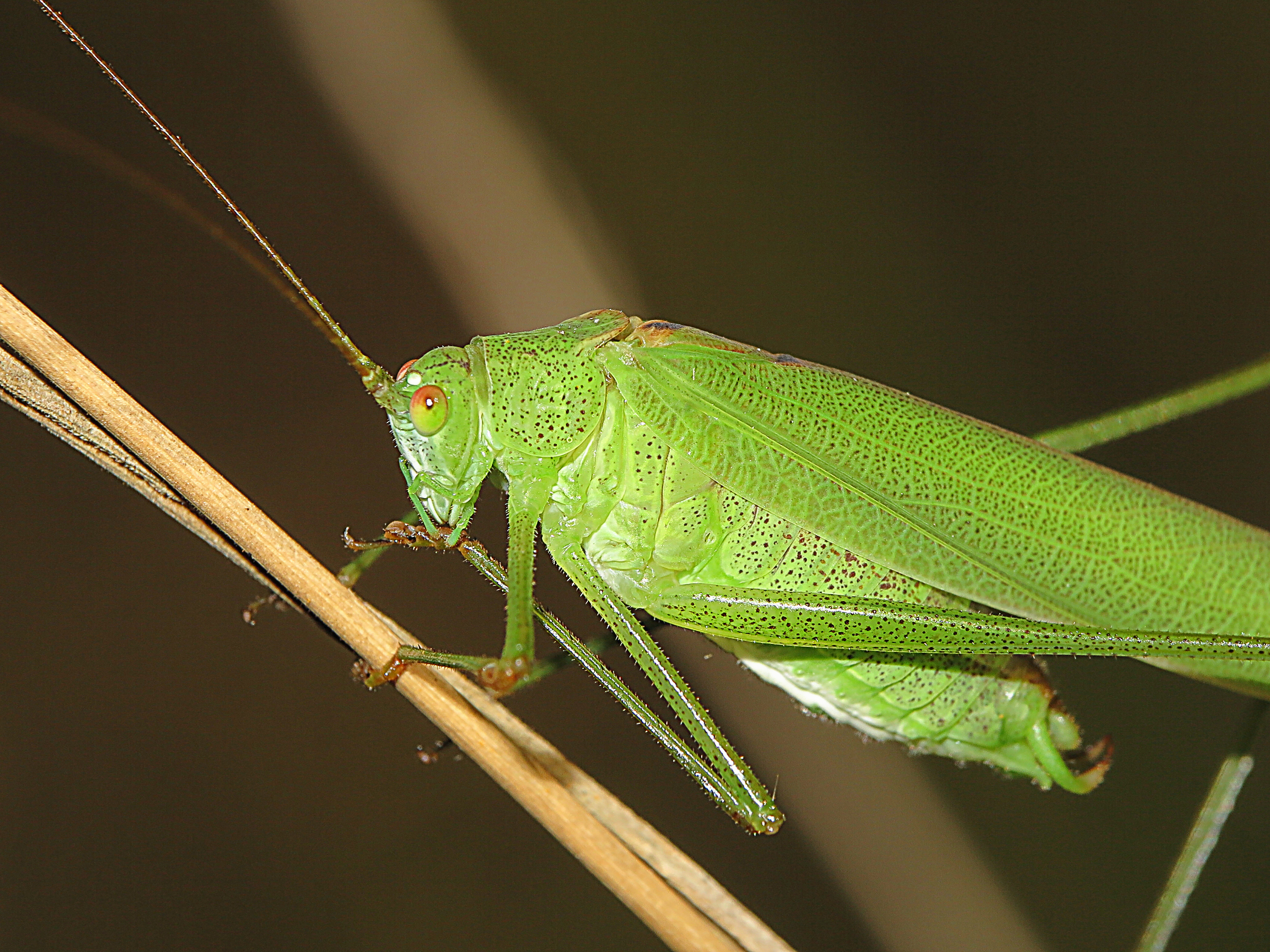
Phaneroptera nana

## Merkmale
Die Tiere sind grün bis gelbgrün gefärbt und rotbraun punktiert. Gattungstypische Merkmale sind ein abgerundeter Übergang des Discus des Pronotums in die Paranota, ein Dorn an den Vorderhüften, ein ovales Tympanum, schmale und am Apex abgerundete Elytren sowie die Pigmentierung des vorstehenden Teiles der Alae. Die Cerci der Männchen sind gebogen, der Ovipositor der Weibchen ist sichelförmig.

## Vorkommen
Das Verbreitungsgebiet der Gattung umfasst Mittel- und Südeuropa, Afrika und Asien.

## Systematik
Innerhalb der Gattung Phaneroptera werden zwei Untergattungen mit zusammen 40 Arten unterschieden:
- Untergattung Erdemia Koçak & Kemal, 2009
  - Phaneroptera erdemi Koçak & Kemal, 2009
  - Phaneroptera hackeri Harz, 1988
- Untergattung Phaneroptera Serville, 1831 (Synonyme: Anerota Caudell, 1921, Dannfeltia Sjöstedt, 1901, Euanerota Karny, 1927, Paranerota Karny, 1926)
  - Phaneroptera acaciae Chopard, 1954
  - Phaneroptera adusta (Haan, 1842)
  - Phaneroptera albida Walker, 1869
  - Phaneroptera amplectens (Sjöstedt, 1901)
  - Phaneroptera bivittata Bei-Bienko, 1954
  - Phaneroptera brevis (Serville, 1838)
  - Phaneroptera celebica (Haan, 1842)
  - Phaneroptera cleomis Ayal, Broza & Pener, 1974
  - Phaneroptera cretacea Uvarov, 1929
  - Phaneroptera curvata (Willemse, 1942)
  - Phaneroptera darevskii Bei-Bienko, 1966
  - Phaneroptera dentata (Willemse, 1942)
  - Phaneroptera falcata (Poda, 1761)
  - Phaneroptera fragilis Ragge, 1960
  - Phaneroptera furcifera Stål, 1861
  - Phaneroptera gracilis Burmeister, 1838
  - Phaneroptera guineana Steinmann, 1966
  - Phaneroptera hordeifolia (Haan, 1842)
  - Phaneroptera jordanica Steinmann, 1966
  - Phaneroptera longicauda (Willemse, 1942)
  - Phaneroptera longispina Ragge, 1956
  - Phaneroptera maculosa Ragge, 1956
  - Phaneroptera magna Ragge, 1956
  - Phaneroptera minima Brunner von Wattenwyl, 1878
  - Phaneroptera myllocerca Ragge, 1956
  - Phaneroptera nana Fieber, 1853
  - Phaneroptera neglecta (Karny, 1926)
  - Phaneroptera nigroantennata Brunner von Wattenwyl, 1878
  - Phaneroptera nigropunctata Chopard, 1955
  - Phaneroptera okinawensis Ichikawa, 2001
  - Phaneroptera parva Ragge, 1956
  - Phaneroptera phantasma Steinmann, 1966
  - Phaneroptera rintjana Bei-Bienko, 1966
  - Phaneroptera rubescens Stål, 1861
  - Phaneroptera sparsa Stål, 1857
  - Phaneroptera spinifera (Willemse, 1953)
  - Phaneroptera trigonia Ragge, 1957
  - Phaneroptera vetusta † Heer, 1849